# Premierzy Tadżykistanu
Premier Tadżykistanu jest szefem rządu Republiki Tadżykistanu. Premier powoływany jest na swoje stanowisko przez prezydenta i musi uzyskać wotum zaufania od parlamentu. Po uzyskaniu wotum zaufania premier kształtuje gabinet razem z prezydentem. Premier posiada słabszą pozycję niż prezydent.
| #                      | Imię i nazwisko                 | Portret | Objął urząd       | Zdał urząd        | Partia polityczna                        |
| ---------------------- | ------------------------------- | ------- | ----------------- | ----------------- | ---------------------------------------- |
| Premierzy Tadżykistanu |                                 |         |                   |                   |                                          |
| 1                      | Izzatullo Hajojew (1936–2015)   |         | 25 czerwca 1991   | 9 stycznia 1992   | Komunistyczna Partia Tadżykistanu        |
| 2                      | Akbar Mirzojew (1939–)          |         | 9 stycznia 1992   | 21 września 1992  | bezpartyjny                              |
| 3                      | Abdumalik Abdullodżonow (1949–) |         | 21 września 1992  | 18 grudnia 1993   | Partia Jedności Ludowej                  |
| 4                      | Abdudżalil Samadow (1949–2004)  |         | 18 grudnia 1993   | 2 grudnia 1994    | bezpartyjny                              |
| 5                      | Dżamszed Karimow (1940–)        |         | 2 grudnia 1994    | 8 lutego 1996     | bezpartyjny                              |
| 6                      | Jahjo Azimow (1947–)            |         | 8 lutego 1996     | 20 grudnia 1999   | bezpartyjny                              |
| 7                      | Okil Okilow (1944–)             |         | 20 grudnia 1999   | 23 listopada 2013 | Ludowo-Demokratyczna Partia Tadżykistanu |
| 8                      | Kohir Rasulzoda (1961–)         |         | 23 listopada 2013 | nadal urzęduje    | Ludowo-Demokratyczna Partia Tadżykistanu |